# Torrhamn

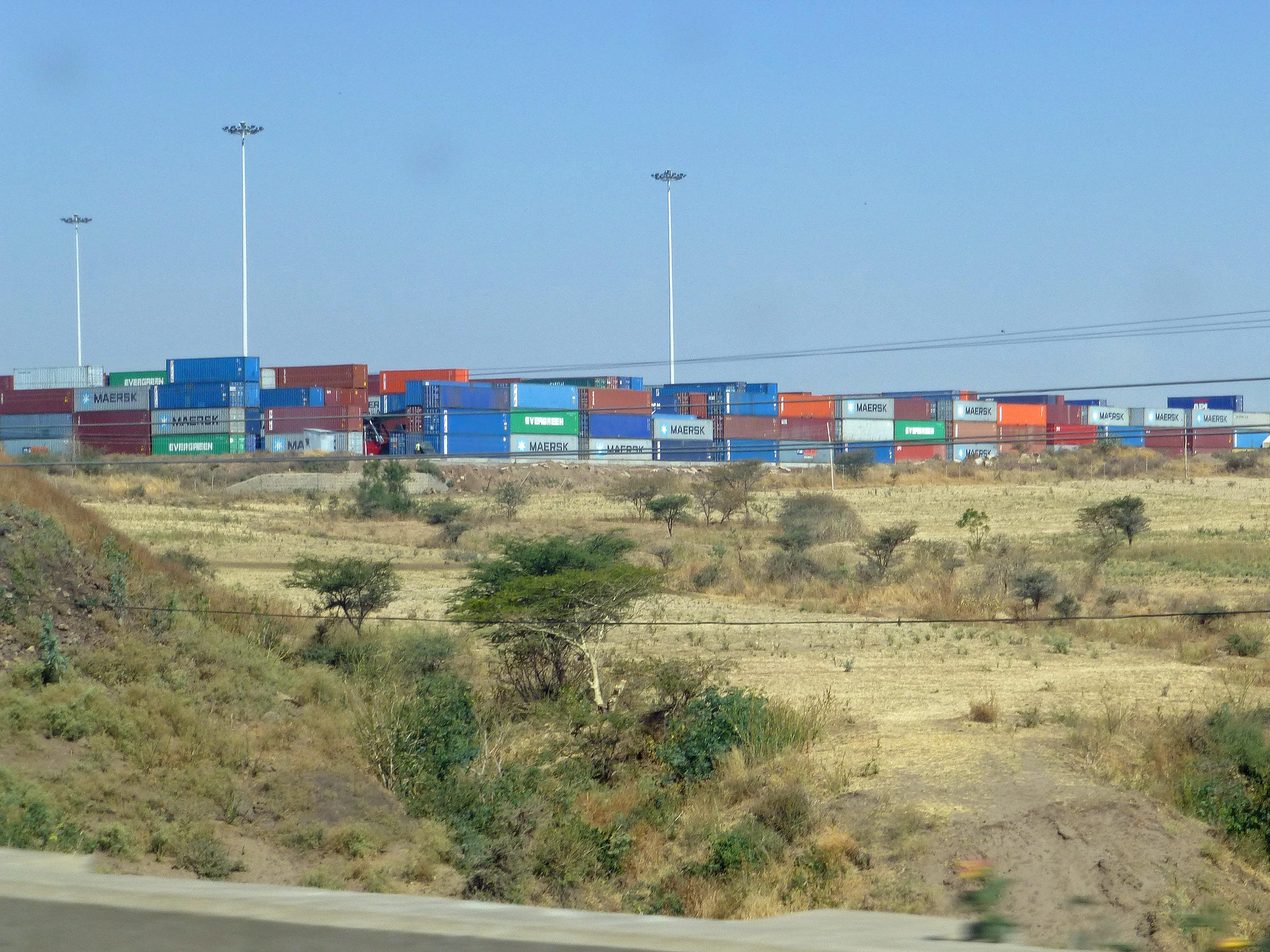
Torrhamn i Mojo i Etiopien

En torrhamn är en kombiterminal som arbetar som en del av en hamn men är geografiskt skild därifrån. Istället förbinds torrhamnen och hamnen med en järnvägpendel för gods. Torrhamnen kan även hantera tullhandlingar och andra administrativa arbeten åt hamnen.
En torrhamn behöver inte vara belägen nära kusthamnen utan kan istället fungera som en regional avlämnings- och upphämtningsplats. Ett exempel på detta är Isaka i Tanzania som agerar utpost för hamnen i Dar es-Salaam, 80 mil bort.
Ett exempel på en modern och specialiserad torrhamn är Khorgos Gateway vid gränsen mellan Kina och Kazakstan som anlagts under andra hälften av 2010-talet som en komponent av Nya sidenvägen. Den är en omlastningsplats för containrar mellan godsvagnar på normalspårig kinesisk räls och godsvagnar på bredspårig kazansk räls eller tvärtom.
Torrhamnen skeppar eller omlastar betydande mängder gods, framför allt i form av enhetslast ISO-containrar, semitrailers och lastflak.
Exempel på torrhamnar i Sverige är kombiterminalerna i bland andra Hallsberg, Stockholm (Årsta Kombiterminal och Kombiterminal Stockholm Nord), Nässjö och Eskilstuna Kombiterminal.
En torrhamn kan vara del av eller ansluten till en större rangerbangård, som i Hallsberg eller Nässjö.